# Осада Мекки (692)
Осада Мекки — ключевое сражение в покорении Хиджаза Омейадским халифатом, произошедшее в 692 году в ходе Второй фитны.

## Предыстория
После того как Язид I стал править в Омейядском халифате, наместник халифов в Хиджазе Абдуллах ибн аз-Зубайр вместе с Хусейном ибн Али отказался присягнуть ему на верность. Восставшие сделали Мекку центром борьбы против Омейядов. После смерти Хусейна Абдуллах открыто выступил против халифа, после чего жители Мекки и Медины, а затем всего Хиджаза присягнули ему на верность. Для подавления Абдуллаха в Хиджаз было выслано войско, которое в течение 684 года сражалось против него, пока не пришло известие о смерти халифа Язида. Армия халифа отступила в направлении Сирии, и власть в этом регионе перешла к Ибн аз-Зубайру. Его правление признал Йемен, Басра, Куфа, Хорасан и другие провинции Халифата. Омейяды контролировали лишь Сирию и часть Египта. С приходом к власти Абдул-Малика ибн Мервана Омейяды начали постепенно возвращать утраченные позиции. Ал-Хаджжадж выдвинулся из Таифа с отрядом из 2 тысяч бойцов в конце ноября 691 года и достиг Мекки в марте 692 года.

## Ход осады
25 марта 692 года войска под командованием аль-Хаджжаджа окружили Мекку. В то время Мекка ещё не имела крепостных стен, а основной поток продовольствия в неё поступал из Египта. Взятие города в блокаду имело не только психологический эффект, но и порождало голод. Халиф поручил ал-Хаджаджу сначала провести переговоры с Ибн аз-Зубайром и гарантировать ему амнистию, если он капитулирует, в противном случае изморить осадой, но ни в коем случае не доводить дело до кровопролития в Мекке. Было известно, что сражаться с войсками халифа за ибн Аз-зубайра будут только непосредственно курайшитские роды асад, зухра и махзум, а из всех иноплеменных союзников — только ахабиш. Вместе защитники могли выставить 300—400 боеспособных мужчин, так что были обречены в случае штурма. Ал-Хаджжадж полагал, что сторонники ибн аз-Зубайра осознают это и побояться идти на конфронтацию. Переговоры, к неудовольствию ал-Хаджжаджа, затягивались, а потому он отправил гонца просить у Абд аль-Малика подкрепления и разрешение взять город силой, параллельно с этим начав обстрел камнемётными машинами с горы Абу-Кубайс. Халиф выслал на помощь 12 000 воинов.
Ал-Хаджжадж удовлетворил просьбу ибн Аз-зубайра приостановить обстрел города хотя бы на время хаджа — однако возобновил его сразу после завершения тавафа. Вследствие конструктивных особенностей баллисты кучность огня была невысока, отдельные камни попадали по мирным жителям и даже задевали Ка’абу. Впоследствии это неоднократно припоминали ал-Хаджжаджу как самый тяжёлый грех, а иногда даже приписывали ему сожжение Ка’абы, в действительности произошедшее в 683 г. н. э. После произошедшего от ибн Аз-зубайра отвернулись почти все бывшие союзники. После того, как осада продолжалась семь месяцев, и 10 000 человек, среди них двое сыновей Абдуллы ибн аль-Зубайра, перешли к аль-Хаджаджу, Абд-Аллах ибн аль-Зубайр с несколькими верными последователями, включая его младшего сына, были убитых в битвах вокруг Каабы (Jumadah I 73 / October 692). Наиболее преданные же уговорили ибн аз-Зубайра не сдаваться на милость ал-Хаджжаджа и халифа, но умереть почётной смертью — в бою. Все они погибли в ходе сражения, завершившегося у стен самой Ка’абы. Абдуллах ибн Зубайр бился до конца и погиб, сражаясь в мечети аль-Харам. Тело ибн аз-Зубайра по приказу ал-Хаджжаджа было распято на воротах Мекки, чтобы каждому была известна судьба бунтовщика.